# Nguyễn Phúc Miên Hoành
Nguyễn Phúc Miên Hoành (chữ Hán: 阮福绵宏; 12 tháng 7 năm 1811 – 23 tháng 11 năm 1835), trước có tên là Nguyễn Phúc Thự (阮福曙), tước phong Vĩnh Tường Quận vương (永祥郡王), là một hoàng tử con vua Minh Mạng nhà Nguyễn trong lịch sử Việt Nam.

## Tiểu sử
Hoàng tử Miên Hoành sinh ngày 22 tháng 5 (âm lịch) năm Tân Mùi (1811), là con trai thứ 5 của vua Minh Mạng, mẹ là Nhất giai Hiền phi Ngô Thị Chính. Ông là người con thứ hai của bà Hiền phi. Miên Hoành ban đầu có tên là Thự (曙), năm Minh Mạng thứ 4 (1823) được đổi thành Miên Hoành (绵宏) cho hợp với bài thơ Đế hệ thi của Minh Mạng. Khi ông còn trẻ đã ham thích học tập, đến tuổi ra ở phủ riêng thì tinh thông kinh sử. Sử cũ ghi lại, hoàng tử Miên Hoành tính vốn hiếu hữu, hiền lành, hoà thuận, cẩn thận, trung hậu và biết giữ phép tắc, rất được vua cha yêu quý.
Tháng 5 (âm lịch) năm thứ 4 (1823), ông cùng 4 hoàng tử khác (Miên Tông, Miên Định, Miên Nghi, Miên Áo) được vua cha ban thưởng mỗi người 1 lạng vàng, 20 lạng bạc. Tháng giêng năm sau (1824), cả 5 hoàng tử lớn được định lương bổng mỗi năm 800 quan tiền và 600 phương gạo, nhỉnh hơn đãi ngộ của các hoàng tử bé tuổi hơn (từ Miên Thần trở xuống). Khi văn thần Trịnh Hoài Đức mất (1825), ông thay mặt vua đến nhà ông Đức dự tang và tế rượu.
Năm thứ 11 (1830), Miên Hoành được phong làm Vĩnh Tường công (永祥公), cùng 4 hoàng tử Miên Tông, Miên Định, Miên Nghi, Miên Áo đều được phong tước Công. Phủ đệ của ông ngày nay thuộc phường Gia Hội, thành phố Huế, khuôn viên rộng 700m².
Cũng trong năm đó, một ngày trước lễ Đại khánh tứ tuần của vua (mừng vua thọ 40 tuổi), thân công Miên Hoành cùng các thân công Miên Định, Miên Nghi, Miên Áo chia nhau đến làm lễ tế cáo ở các miếu và điện Phụng Tiên. Hôm sau lễ Đại khánh, vua sai Miên Định, Miên Hoành chia nhau đi khoản đãi các cụ già 80 tuổi trở lên. Năm sau (1831), vì trong kinh kỳ ít mưa, vua thân hành ăn chay thì trời giáng mưa xuống. Vua mừng, sai Miên Hoành đem hương và lụa đến đền Long vương làm lễ tạ ơn.
Khoảng tháng 8 (âm lịch) năm 1833, tướng Phan Văn Thúy qua đời, Miên Hoành được vua cha cử đi làm lễ ban rượu tế cho ông Thúy và lập đàn ở sông Hương.
Tháng 4 (âm lịch) năm 1834, vua Minh Mạng đi tuần du tỉnh Quảng Trị, Miên Hoành được đi theo xa giá. Khi nhà vua ngự vào hành cung, sai Miên Hoành hỏi tuổi các cụ già, có năm người hơn 100 tuổi. Vua mừng, sai ban ngân tiền Phi long hạng lớn 5 đồng cho những người 100 tuổi trở lên, 4 đồng cho những người 90 tuổi trở lên, 3 đồng cho những người 80 tuổi trở lên, 2 đồng cho những người 70 tuổi trở lên. Duy người 107 tuổi được đặc cách ban cho 1 đồng kim tiền Phi long hạng lớn.
Mùa hạ tháng 5 (âm lịch) năm 1835, Miên Hoành thay mặt vua cha đi cày tịch điền. Ngày 1 tháng 7 âm lịch cùng năm, theo lệ là đích thân vua làm lễ tế Thu hưởng ở Thái miếu, nhưng gặp lúc mưa lụt nên sai Miên Hoành đến lễ.

### Qua đời
Từ khi Miên Hoành mắc bệnh, vua ban cho sâm, quế vốn là đồ vua dùng, sai ngự y tìm nhiều cách điều trị, nhưng vẫn không có công hiệu. Những ngày cuối đời của hoàng tử, vua thường đến tận nơi thăm nom, dỗ bảo ôn tồn, ngày ngày ban cho vàng ngọc để ông vui. Đến ngày 4 tháng 10 (âm lịch) năm Ất Mùi (1835), thân công Miên Hoành qua đời khi mới 25 tuổi. Minh Mạng rất đau xót, nghỉ chầu 5 ngày, truy tặng cho người con trai bạc mệnh của mình làm Vĩnh Tường Quận vương (永祥郡王), ban thụy là Trang Mục (莊穆), cho tế một tuần. Thống chế Tôn Thất Bằng được sai trông nom tang lễ.
Con trai, con gái và các thất thiếp của ông đều được cấp lương gấp đôi, các con trai đợi đến đủ tuổi cũng sẽ phong tước cho. Từ thuộc lại đến bà vú trong phủ, đầy tớ trai gái đều được hằng tháng cho tiền và gạo. Đây là một đặc ân mà hiếm hoàng tử nào có được.
Mộ của quận vương Miên Hoành được táng tại xã Kim Ngọc (nay thuộc xã Hương Thọ, thành phố Huế). Ngày an táng, vua lại cho nghỉ chầu 1 ngày, cho 2 tuần tế. Phủ thờ của ông được dựng ở xã Vạn Xuân, huyện Hương Trà, sau dời về ấp Đông Trì, nay thuộc phường Gia Hội, Huế.

## Hậu duệ
Quận vương Miên Hoành có 4 con trai và 2 con gái. Dưới thời Thiệu Trị, ông được ban cho bộ chữ Mịch (糸) để đặt tên cho các con cháu trong phòng.
Trước đây, vua Minh Mạng chuẩn cho bộ Lễ ghi tên người con trưởng của quận vương Miên Hoành là Hồng Hy (sau cải thành Hồng Duy cho hợp với bộ chữ Mịch), đợi đến khi 15 tuổi cho tập phong làm Vĩnh Tường Quận công. Năm Minh Mạng thứ 21 (1840), Hồng Hy đến tuổi được tập phong tước Quận công, mặc áo chầu sắc tía, chầu hầu đứng dưới hàng võ ban Chánh nhị phẩm. Con thứ của quận vương là Hồng Thục (sau cải thành Hồng Kỷ) được ân phong làm Bình Trạch Đình hầu (平澤亭侯).
Sau khi Hòa ước Nhâm Tuất (1862) được ký kết, công tử Hồng Tập (con của quốc công Miên Áo) vì bất mãn đã nổi dậy chống lại triều đình, kéo theo nhiều người tham gia vào cuộc khởi loạn, trong đó có quận công Hồng Duy và phò mã Trương Văn Chất (chồng của công chúa Thanh Cật, con vua Thiệu Trị). Hồng Duy được miễn tội chết nhưng bị phế tước, sau được khai phục làm Phụng quốc lang (奉國郎).
Công tử Hồng Kỷ về sau được gia phong làm Vĩnh Tường hầu (永祥侯). Con của Hồng Kỷ là Ưng Tấn được tập phong làm Kỳ ngoại hầu (畿外侯).